# Samtgemeinde Nordkehdingen
La Samtgemeinde Nordkehdingen est une Samtgemeinde, c'est-à-dire une forme d'intercommunalité de Basse-Saxe, de l'arrondissement de Stade, dans le Nord de l'Allemagne. Elle regroupe cinq municipalités.

## Source
- (de) Cet article est partiellement ou en totalité issu de l’article de Wikipédia en allemand intitulé « Samtgemeinde Nordkehdingen » (voir la liste des auteurs).